# Kohunlich
Kohunlich (kiejtése körülbelül: kohunlícs) egy maja régészeti lelőhely délkelet-Mexikóban, Quintana Roo államban. Már i. e. 200 körül megtelepedtek itt az emberek, de a legnagyobb építkezések a korai klasszikus maja korban zajlottak i. sz. 500 és 600 között, sőt, a város növekedése egészen 1200 körülig tartott. Fontos kereskedelmi csomópont volt a Yucatán-félsziget és a többi maja terület városai között.

## Leírás
A Yucatán-félsziget keleti részén, a mai Quintana Roo állam Othón P. Blanco községében található, őserdővel körbevett, 8,5 hektáron elterülő maja város eredeti neve nem ismert. Elsőként Raymond Merwin amerikai régész látogatta meg a romokat 1912-ben, ekkor a helyet Clarksville néven ismerték, ami egy innen 3 km-re északra található külföldi fakitermelő-telep neve volt. A Kohunlich név szintén angol elnevezésből (cohoon ridge, azaz egyfajta pálmatermés + dombhát) származik.
Kohunlichban több épületcsoport található, ezek közül némelyik, például az úgynevezett Akropolisz, a Pixa’an és a 27 lépcsőfok együttese, a magas rangú emberek és családjaik lakóhelyéül szolgáltak. A legismertebb és legjellegzetesebb épület az úgynevezett Kőmaszkok Temploma, amely onnan kapta nevét, hogy eredetileg 8 (ma 5 megőrzött) nagy méretű, valószínűleg a valóságban is létezett embereket ábrázoló, eredetileg színes (vörös és fekete) stukkó van benne elhelyezve. Szintén fontos épületek még a valószínűleg adminisztrációs feladatokat ellátó embereknek otthont adó Sztélék Palotája, a Lépcsőzet és az A Király. A területen többféle építészeti stílus jellegzetességei megtalálhatók, a Kőmaszkok Templomának díszítése például peténi hatásokat mutat, a több helyütt megjelenő, falakba bemélyedő oszlopok viszont Río Bec-stílusúak.

## Képek

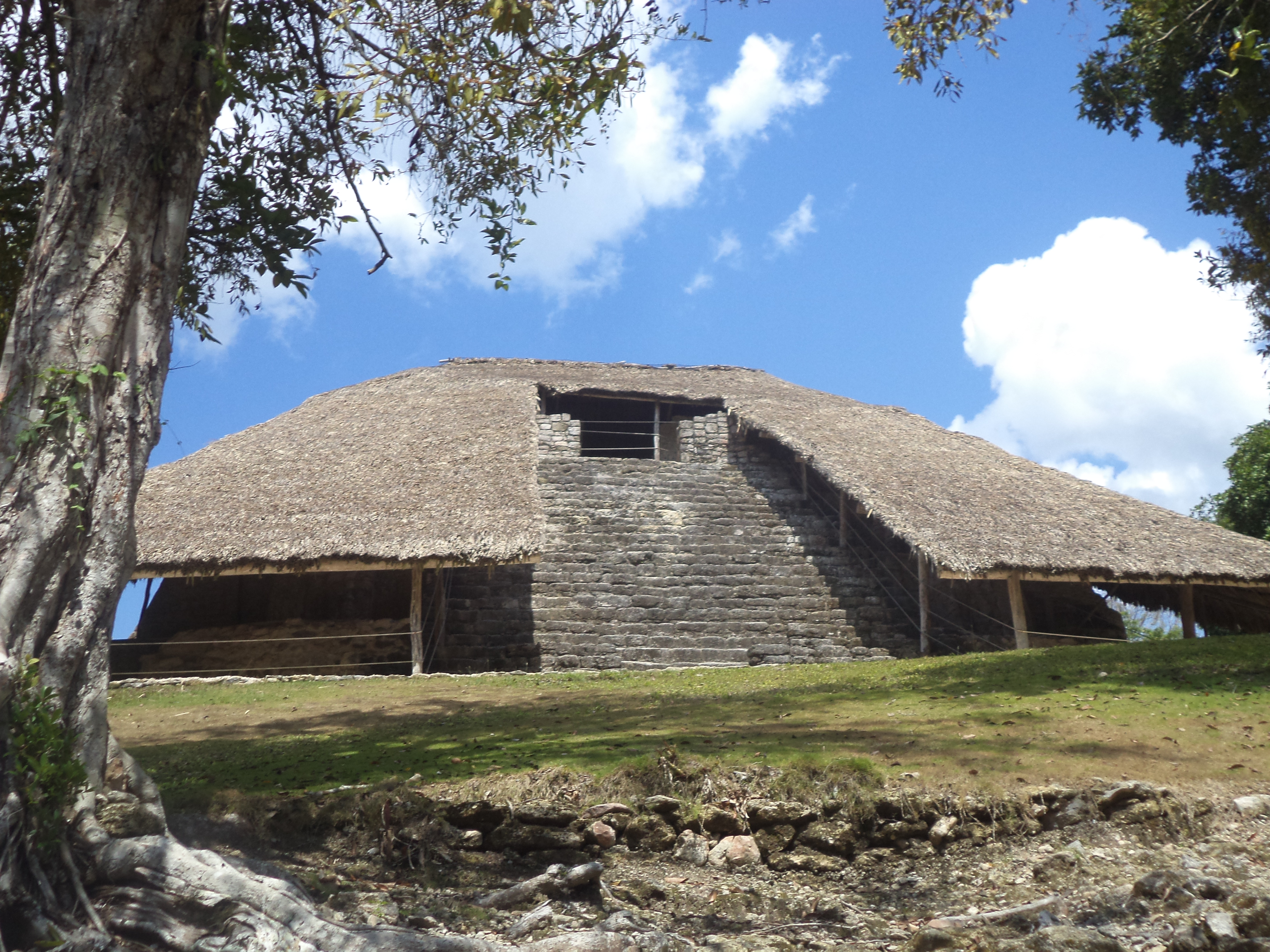
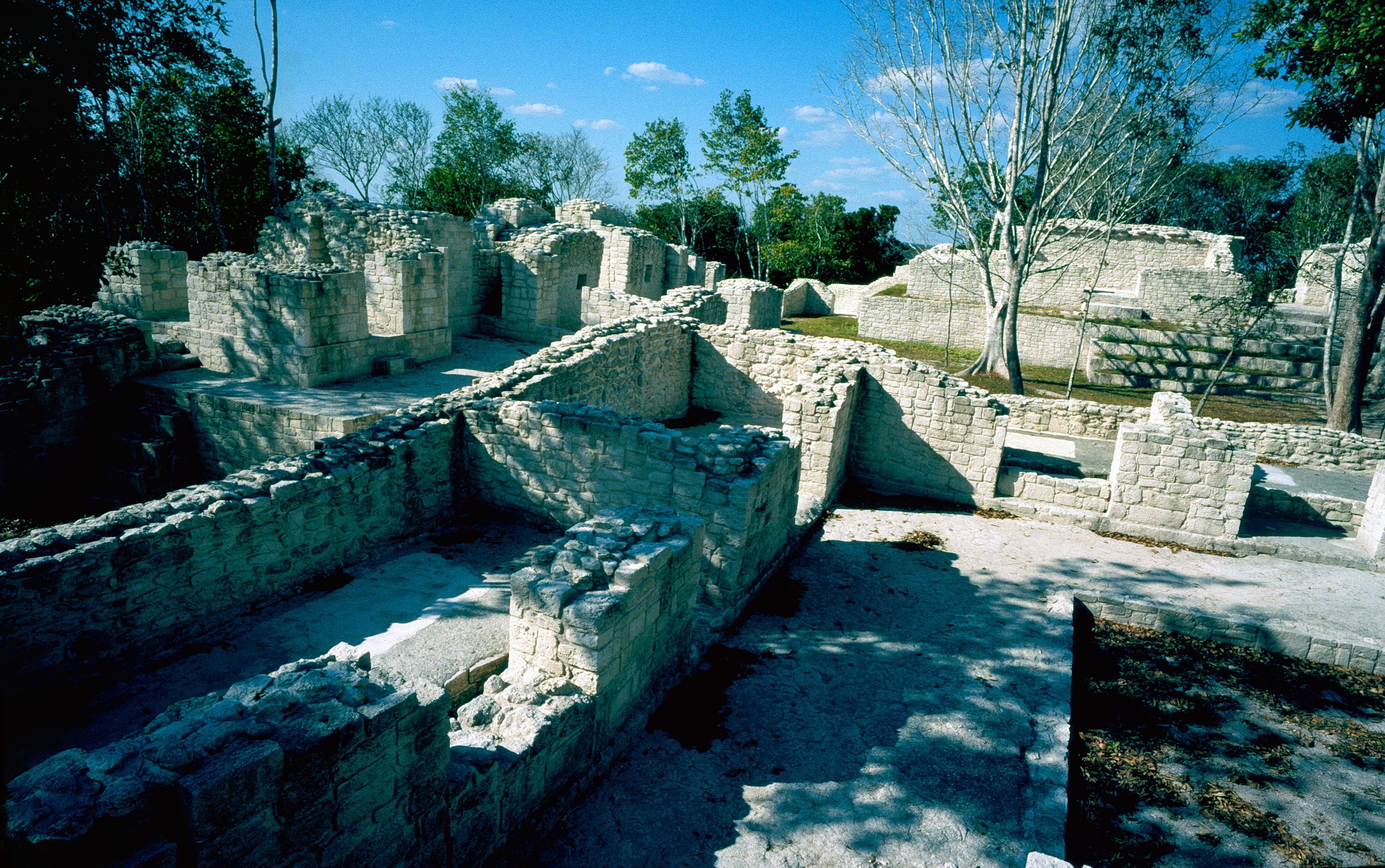
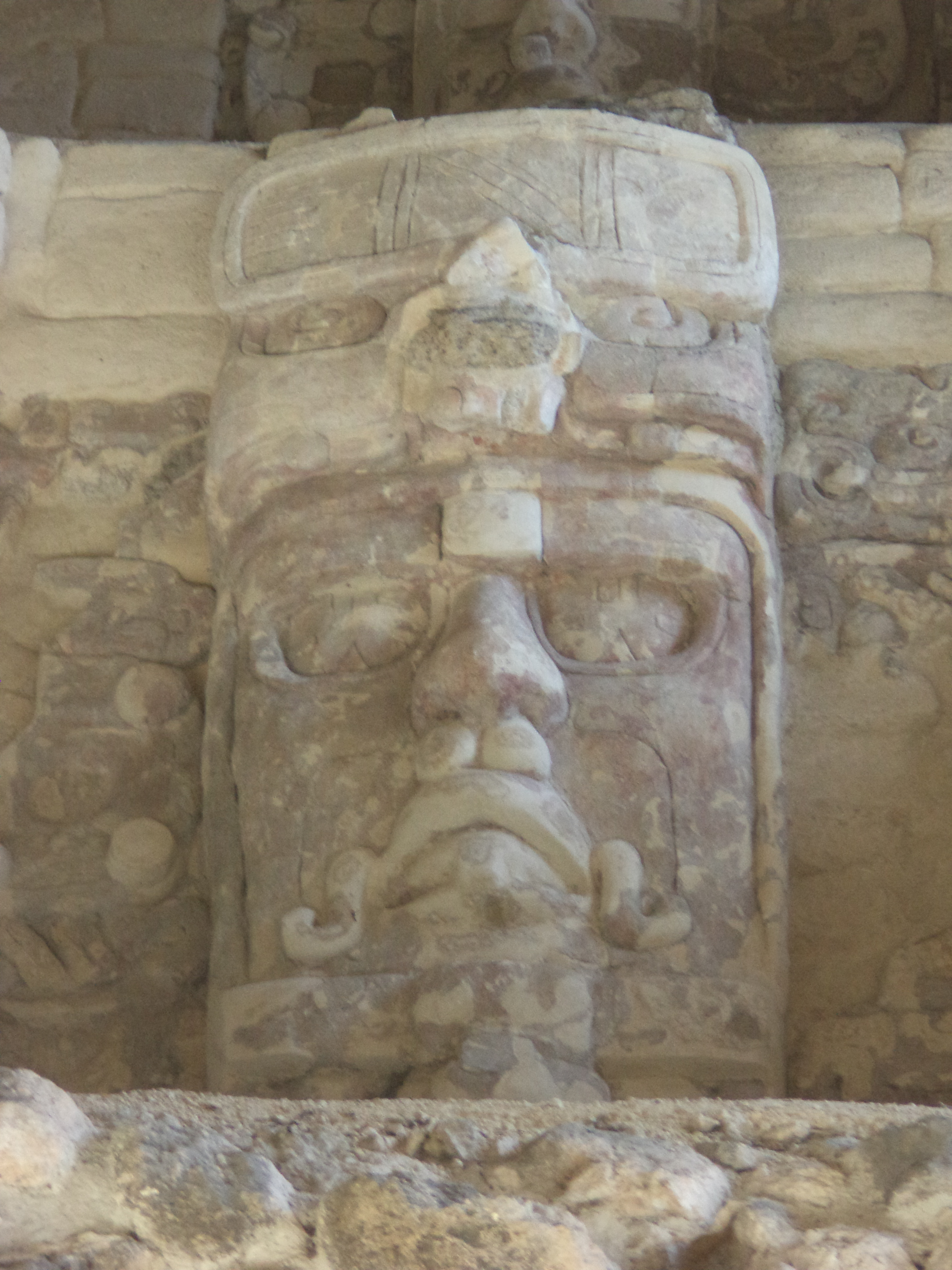
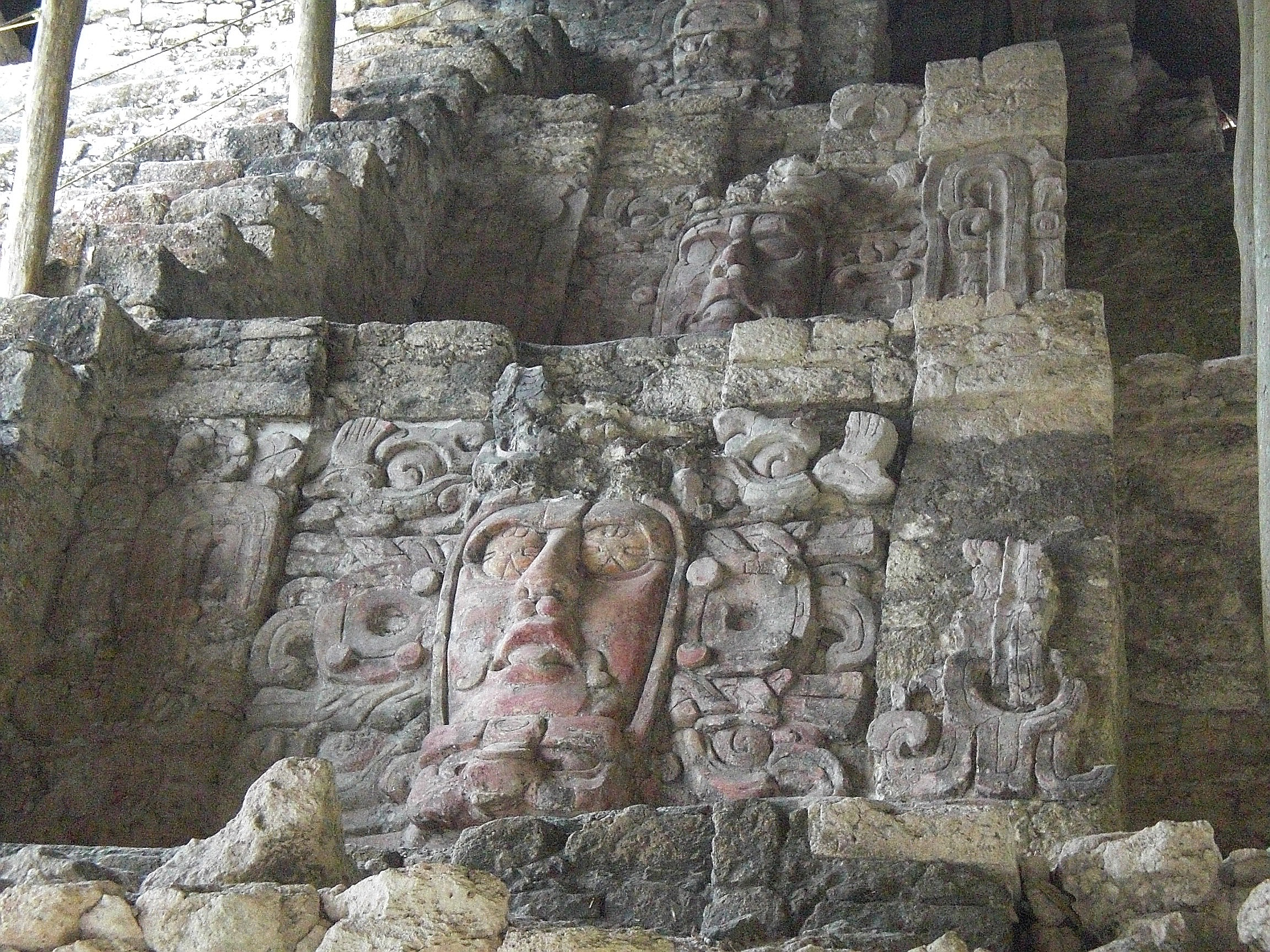